# 바우스카시

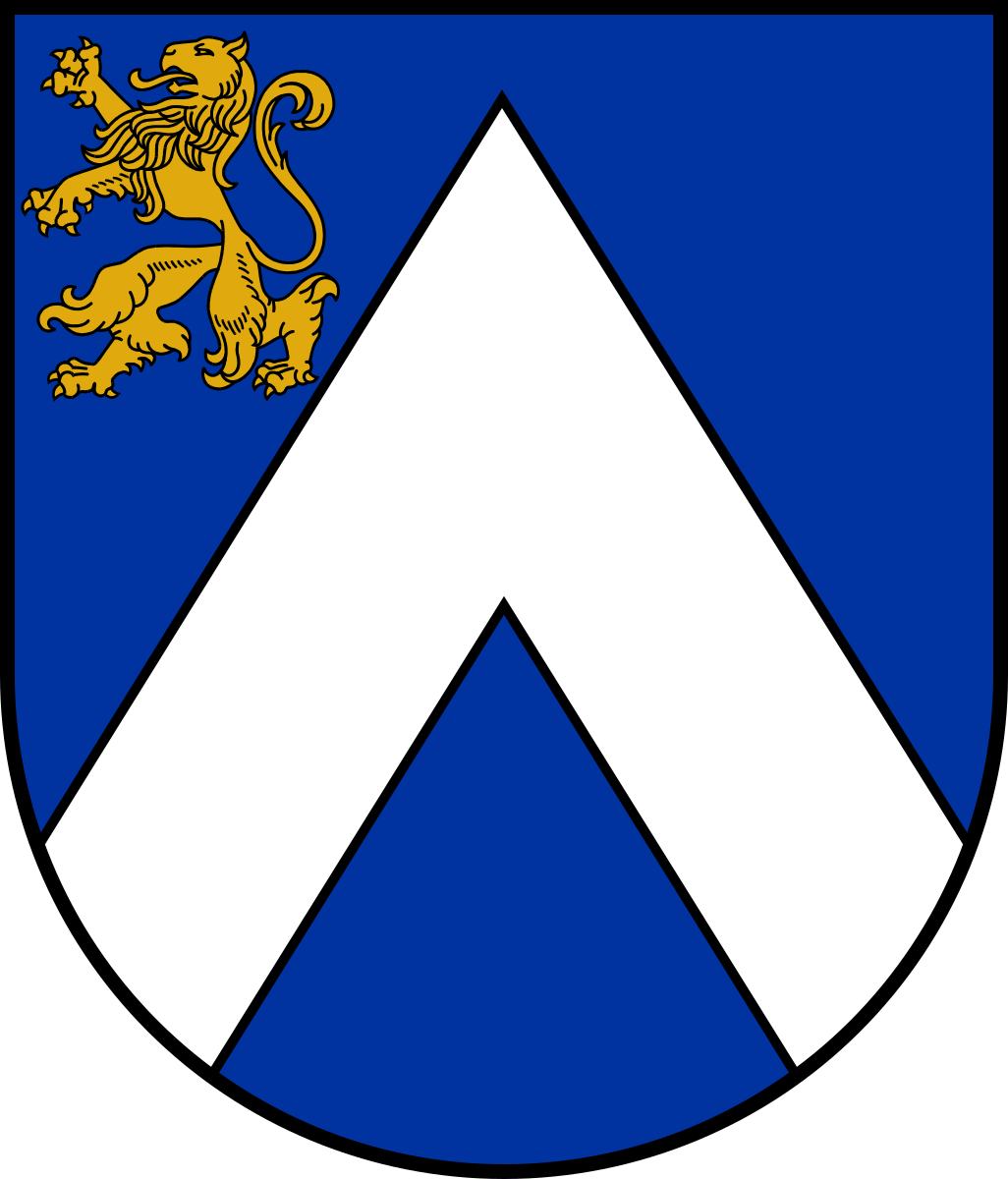
시 문장

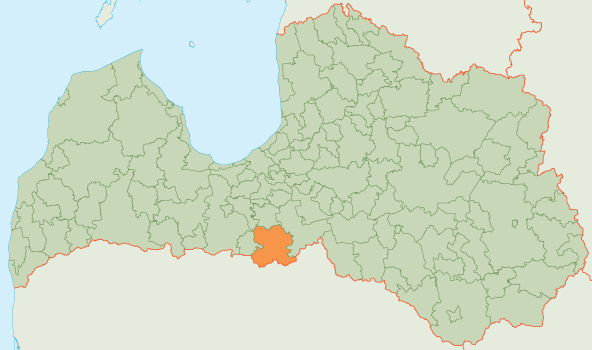
바우스카 시의 위치

바우스카시(라트비아어: Bauskas novads)는 라트비아의 지방 자치체로 행정 중심지는 바우스카이며 면적은 784.9km2, 인구는 28,421명(2009년 기준), 인구 밀도는 36명/km2이다. 1개 도시, 8개 교구를 관할한다.